# Солна мина „Бохня“
Солна мина „Бо̀хня“ (на полски: Kopalnia Soli Bochnia) е неработеща солна мина в Бохня, Полша, работела от 1251 до 1990 г. Обектът днес е забележителност и е отворен за туризъм и лечение. Той е полски исторически паметник, а през 2013 г. е вписан в списъка на ЮНЕСКО за световно наследство. Това е най-старата солна мина в Полша.

## История
Околностите на Бохня още през неолита са били известни с добива на сол чрез изпаряване на вода от солен разтвор. Най-старият документ, описващ производството на сол в околностите на Бохня, е булата на папа Инокентий II от 1136 г., в която се споменават солниците в Бабиза край Краков. Споменават се и работещите по това време солници в близките Коланов и Ходенице, сега квартали на Бохня.
След 1772 г. мината попада в австрийски ръце и остава под техен контрол по време на поделбите на Полша до 1918 г. Повторният развой на мината настъпва след 1785 г., когато Дионизи Станетти става неин управител. Разширяването на вентилационната система и новата подземна шахта (по-късно наречена Станетти (Stanetti) през 1794 дават достъп до нови находища на сол, които осигуряват работата на мината през следващите десетилетия.
След като Полша извоюва независимостта си, мината Бохня започна постепенно да губи значението си за сметка на мините, разположени в северните региони на Полша, където находищата са много по-богати и по-лесни за експлоатация.
Прогресивната модернизация на мината – замяната на конете с парни и електрически машини, на традиционните инструменти с електрически и експлозиви, води до изчерпването на по-голямата част от находището до 90-те години на миналия век, а произтичащата от това нерентабилност на добива води до изоставяне на производството в промишлен мащаб.
През 1981 г. мината е вписана в регистъра на паметниците и постепенно се превръща в обект за туризъм и лечение. Започва изграждане на план за ликвидиране на онази час от мината, която не е културна забележителност. Добивът на сол е спрян през 1990 г., когато започва запълване на най-дълбоките и същевременно най-млади изкопи на мината, които не представляват голяма туристическа атракция.
През 1990 г. промишленият добив на сол в мината приключва. Сред многото забележителни съоръжения на мината функционира и изправен задвижващ механизъм за асансьорите в шахтите с парен двигател, който бива пускан в действие при някои поводи. Този действащ технически паметник е единствен по рода си в Европа. На 6 октомври 2000 г. съоръжението е вписано в списъка на историческите паметници. На 23 юни 2013 г. мината е вписана в Списъка на световното културно и природно наследство на ЮНЕСКО.

## Начало на добива на каменна сол
Началото на мината датира от 1248 г., когато са открити находища на каменна сол, вероятно чрез увеличаване на дълбочината на съществуващите кладенци за солен разтвор. Кладенците, разположени в близост до потока Бабица, дават началото на двете шахти Газарис и Суторис, в които започва да се добива сол чрез минни методи. Добивът започва през 1251 г. Откриването на солта е документирано в запис в годишника на краковския капитул.
Мината в Бохня кралска собственост, носеща огромни приходи на Полша. От XIII век до 1772 г. е част от Краковските солници. През 1368 г. Кажимеж Велики издава документ, наречен Устав на солниците. Този документ установява организационните правила на солните мини и законите, регулиращи продажбата на сол. По това време солта се изнасяла за Русия и Унгария. В мината са работили от 120 до 150 души. През XV и XVI век мината в Бохня (Żupa Bocheńska) като част от Краковските солници, т.е. заедно със солната мина във Величка, се развива значително – през 1518 г. в нея работят около 500 копачи (миньори). По това време мината се състои от две части: Стари Гури (Stare Góry) – най-старата (източна) и практически изчерпана част от мината, и западната част Нови Гури (Nowe Góry). По това време дълбочината ѝ достига около 300 метра.
Днес в мината не се добива готварска сол, о пък се произвеждат и продават соли за вана.

## Техники за добив на сол
Първоначално каменната сол се е добивала в непосредствена близост до всяка една от шахтите, които не са били свързани и вентилационната система далеч не е достатъчна. Миньорите от онова време са имали сериозни проблеми с недостига на кислород по време на работа, което ги е карало да припадат и да падат от дървени платформи по време на работа. Циркулацията на въздуха е един от най-големите проблеми и в същото време фактор, блокиращ развитието на мината. Едва свързването, създаването на галерии и разширяването на вентилационния механизъм позволяват добивът да бъде увеличен. През 1357 в Бохния е създадена минна болница с 12 места за миньорите, пострадали при аварии в мината. През XV век е построена и втора болница още с 6 места, финансирана от мината. По неписан закон вдовиците на загинали по време на работа миньори получават доживотна пенсия.
Солта се добива под формата на големи цилиндрични буци, чието тегло достига до 2 тона, или като продукт с по-ниско качество – т.нар. натрошена. Вертикалният и хоризонталният транспорт се извършва главно с човешка или конска сила. Последният кон – Куба, работи в мината до 60. години на XX век. Днес неговото име носи пътническата железница, превозваща туристи по една от надлъжните галерии.Най-важните инструменти на труда на миньорите са били миньорските кирки и чукове. Тези инструменти все още се виждат върху герба на Бохня. През 1709 в мината Бохня за пръв път е използван барут.

## Геоложки строеж на находището
Районът на днешна Бохня се пресича от две антиклинали: антиклинала Бохня и антиклинала Узборня. Солните находища заобикалят и двете, но само каменната сол в Бохнийската антиклинала е подходяща за промишлен добив. Около другата антиклинала се развиват калиеви соли. Солното находище, експлоатирано от мината в Бохня на дълбочина от около 200 метра, е почти вертикално.

## Туристическа дейност
В момента мината предлага три основни туристически маршрута: туристически маршрут с мултимедийна експозиция, природен маршрут и експедиция до Стари Гуре. В допълнение туристите могат да изберат и разходка с лодка из заляната от вода зала и да останат в зала „Важин“, където се организират и спортни състезания: турнири по джудо, футболни турнири или маратони по историческите галерии. Едно от най-атрактивните места в мината е параклисът „Света Кинга“, където всяка година се организира среднощна коледна литургия.
През 2017 – 2020 ръководството на мината полага усилия да г. направи достъпни за посетители и други части от мината. Плановете предвиждат разширяване на частично затворените галерии и зали, както и създаване на допълнителни места за нощувка. Срокът за изпълнение на плана за разширяване е 2021 година.

### Надлъжна галерия „Аугуст“
Днес надлъжна галерия „Аугуст“ е основната комуникационна артерия на мината. Намира се на дълбочина от 176 метра от повърхността при шахтата Суторис до 212 метра от повърхността при шахтата Кампи. Свързва всички съществуващи шахти и се простира на близо 3 километра в посока изток-запад. Първата ѝ част е построена през 1723 – 1743 г. по проект на Ян Готфрид Борлах.

### Зала „Важин“
Най-голямата зала на мината, която включва футболно игрище, банкетна част, бар и спална зона. Успоредно на стълбите е изградена достъпна за туристите пързалка. Залата се намира на около 250 метра под земната повърхност; общата ѝ площ е 2500 м². Добивът на сол в нея приключва през 50-те години на ХХ век. За да бъде създаден санаториум, залата е разширена с помощта на минна машина. Носи името на Анджей Важински.
Температурата в залата е 14 – 16 °C, а влажността достига до 70%.

### Подземна железница
В мината се движи подземно влакче с електрически акумулаторен локомотив тип Ldag 05, теглещ вагони, пригодени за превоз на туристи. Маршрутът е дълъг около 1000 метра и има три спирки. Може да превозва до 60 пътници със скорост до 2,5 m/s.

### Параклис „Света Кинга“
Това е най-големият минен параклис в Бохня. В него има олтар с изображение на Св. Варвара, паметна плоча за жертвите на пожар от 1875 г., амвон от 1922 г. , както и паметници на: крал Кажимеж III Велики и Йоан Павел II. През параклиса са положени железопътните релси на мината. На уебсайта на мината пише, че този параклис е единственият случай на подземна църква в света, през която минава влак.

### Конюшня Mysiur
Конюшнята е създадена преди 1771 година и е била предназначена основно за подслон на конете, работещи в мината. Днес е приспособена за нуждите на туризма и е част от туристическия маршрут мината, като се предлага възможност в нея да бъдат организирани и конференции.
В момента в мината има три шахти: Суторис, Кампи и Тринитатис. Останалите шахти са закрити докато мината е била в експлоатация, а единствената останала следа на повърхността са минни колички, намиращи се в град Бохня на мястото на тяхното съществуване.